# Teodora a Valahiei
Teodora (în bulgară Теодора) a Valahiei a fost fiica lui Basarab I, domn al Țării Românești (1310–1352) și a Doamnei Margareta. S-a măritat cu Ioan Alexandru (țar al Bulgariei în perioada 1331-1371), fiind prima lui soție. Din această căsătorie au rezultat patru copii: Mihail Asan al IV-lea⁠(d), Ivan Srațimir⁠(d), Ivan Asan al IV-lea⁠(d) și Vasilisa. În 1345 țarul Ioan Alexandru al Bulgariei a divorțat de țarina Teodora și a trimis-o într-o mănăstire, unde aceasta a viețuit ca maică sub numele de Teofana.
La 17 februarie 2022, Sfântul Sinod al Bisericii Ortodoxe Române a hotărât canonizarea Cuvioasei Teofana Basarab de la mănăstirea Albotina (Vidin), cu zi de prăznuire pe 28 octombrie. Ceremonia de proclamare a Sfintei Cuvioase Teofana Basarab, a avut loc la 21 mai 2022, la Catedrala Patriarhală din București, în prezența Patriarhului Daniel.

## Viața
În jurul anului 1310, voievodul român Basarab I creează o structură statală pe care avea să se fondeze ulterior Principatul Țării Românești, unificând mai multe voievodate și cnezate din sudul Carpaților, devenind astfel conducătorul lor, sub titlul de mare voievod.

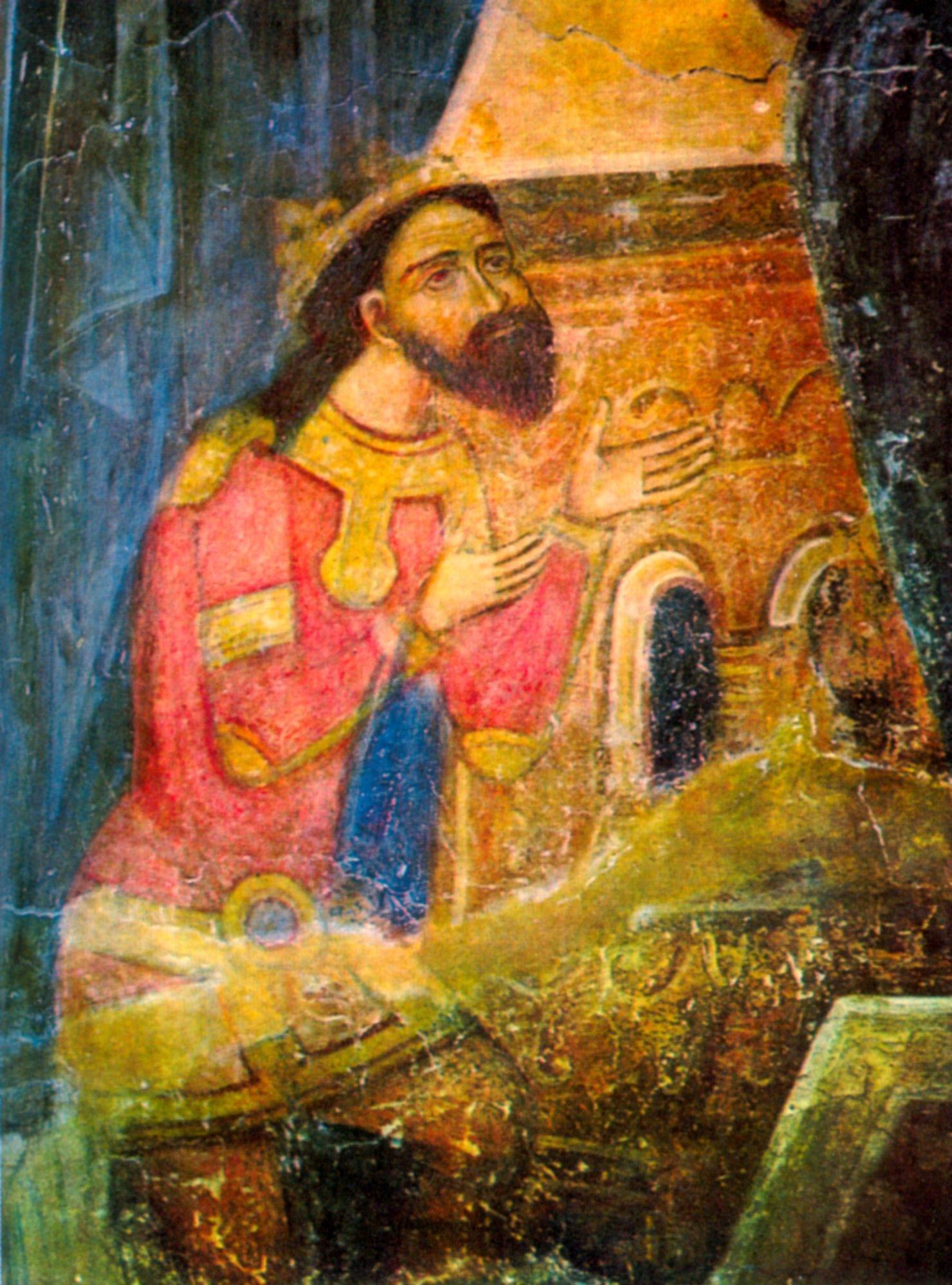
Basarab I, Întemeietorul Țării Românești (frescă din Biserica Domnească de la Curtea de Argeș)

Basarab I se căsătorește cu Marghita și are trei copii: Nicolae Alexandru, Teodora și Ruxandra. Dintre aceștia, Teodora este cea care va primi numele Teofana, după tunderea în monahism. Primind educație la curtea voievodală, Teodora dădea dovadă de înțelepciune la o vârstă fragedă:
„În toată purtarea ei se vedeau o modestie, o smerenie și o bună-cuviință înrădăcinate în suflet.Vorbea cu sinceritate, fără ifose. Știa să asculte pe interlocutor, să-și expună punctul de vedere cu delicatețe, fără emfază, își argumenta ideile cu o logică imbatabilă, iar discuția cu dânsa era o adevărată bucurie.”—Pr. Al. Stănciulescu-Bârda, Viața Cuvioasei Teofana Basarab, Editura Parohiei Malovăț, 2020, p. 48.
În anul 1322, voievodul o căsătorește pe Teodora cu prințul Ivan Alexandru, despotul de Loveci, nepot de soră al țarului bulgar Mihail al III-lea Șișman, în timp ce Ruxandra devine soția prințului sârb Ștefan Uroș al III-lea Decianski. Ambii prinți ajung la tronul domnesc - țar al Bulgariei, respectiv cneaz al Serbiei. O alianță cu țaratul bulgar era semnificativă în acel moment pentru un stat abia întemeiat, așa cum era Țara Românească.  
Cu Ivan Alexandru, care ajunge țar al Bulgariei în 1331, Teodora va avea trei băieți și o fată, dovedindu-se exemplu de soție și mamă creștină:  
„Teodora a fost o mamă devotată, care și-a crescut copiii oferindu-le o educație aleasă. Fiind o fire aplecată spre cele duhovnicești, le-a insuflat dragostea de Dumnezeu și de aproapele, i-a învățat să discearnă lucrurile cu smerenie, pregătindu-i astfel pentru dregătoriile pe care urmau să le primească mai târziu. A fost o mamă greu încercată, doi dintre fiii săi murind în războaie.”—Răzvan Mihai Clipici, Istoria Sfintei Cuvioase Teofana Basarab, Editura Institutului Biblic, 2022, p. 24.

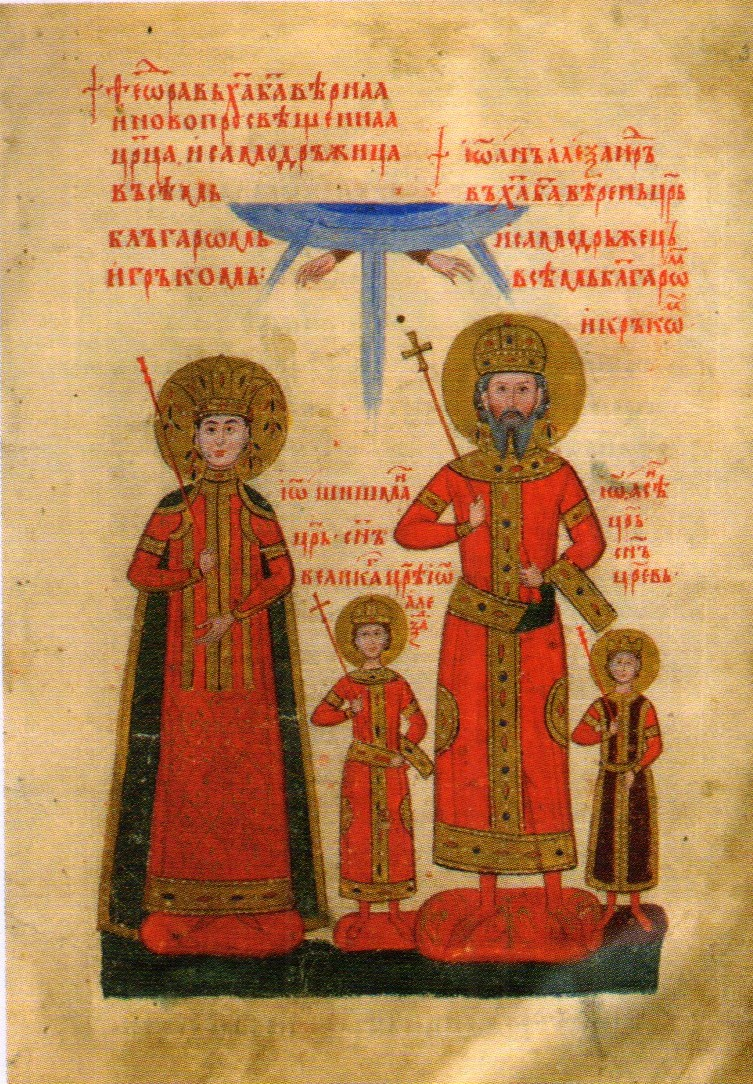
Țarul Ivan Alexandru și familia sa (miniatură din Tetraevangheliar)

Teodora și-a găsit refugiul duhovnicesc într-o mănăstire din apropiere, mănăstirea ctitorită de tatăl său în Câmpulung:
„Era mănăstire de maici, dar avea un duhovnic bătrân. Părintele Ieronim, care știa bine românește, fiind vlah de neam. Se pare că se trăgea dintr-o familie de ciobani români stabilită în Balcani. De mare folos i-a fost Teodorei, fiindcă putea oricând să-și descarce sufletul în fața acestui bătrân și, în același timp, avea cu cine să se sfătuiască.”—Pr. Alexandru Stănciulescu-Bârda, Viața cuvioasei Teofana Basarab, pp. 66-67.
Domnița Teodora a făcut numeroase danii mănăstirii de maici și a reușit să realizeze cu ajutorul maicii Eufrasia, caligrafa, apoi cu ajutorul mai multor maici, manuscrise împodobite cu miniaturi. Primul rod al acestei lucrări a fost „Sbornicul”, culegerea de învățături din Sfinții Părinți despre Rugăciunea lui Iisus. 
În continuare, au fost realizate numeroase copii după traducerile bulgărești din Sfinții Părinți.
„Au tradus apoi manuscrise din Muntele Athos și de la Constantinopol. Socotea că aceste scrieri sunt necesare preoților și credincioșilor cu știință de carte pentru a se întări în credință, pentru a avea modele de urmat în viața creștină”. Mai mult decât atât, Teodora le-a cerut slujitorilor să fie înștiințată atunci când vor apărea la hotarele despotatului grupurile bogomililor. „În cea mai curată limbă bulgară, ataca punct cu punct învățăturile bogomililor. Venea cu texte și cu argumente biblice și, în scurt timp, respectivii creștinători se vedeau expuși în fața mulțimii. Ajunsese în scurtă vreme ca cetele de bogomili să ocolească hotarele Loveciului de frica Teodorei”. De aceea, Teodora a insistat pe lângă soțul său să înființeze o școală de preoți la Loveci, însă acest proiect nu s-a concretizat, deoarece istoria va lua un alt curs.
În urma unei lovituri de stat, Ivan Alexandru ajunge țar al Bulgariei în 1331. „Dumnezeu rânduia astfel ca țarina Teodora să-și continue lucrarea duhovnicească și cărturărească la nivel național”. La îndemnul ei, țarul Ivan Alexandru a ctitorit multe mănăstiri și biserici: Mănăstirea Bacikovo, bisericile în piatră de la Ivanovo, Mănăstirea „Sfânta Maică a Domnului Eleusa” și Mănăstirea „Sfântul Nicolae” din Mesebria, Mănăstirea „Sfântul Nicolae” de lângă Pernik, Biserica „Sfântul Petru” din Berende, Biserica „Sfântul Teodor” din Boboșevo, Biserica „Sfinții Apostoli Petru și Pavel” din Târnovo, Biserica „Sfântul Apostol Ioan” din Mănăstirea Zemen, Mănăstirile Dragalevici și Kilifarevo. „La Mănăstirea Ivanovo de lângă Târnovo a înființat o școală de copiști, recrutați dintre călugări și nu numai, care aveau datoria, pe de o parte, să copieze cărți de slujbă, ca să aibă fiecare biserică, iar de pe altă parte, să traducă și să copieze cărți de slujbă, ca să aibă fiecare biserică, iar pe de altă parte, să traducă și să copieze manuscrise ale Sfinților Părinți, vieți de sfinți, istorii ale lumii (cronografe) și ale Bisericii aduse de la Muntele Athos și de la Constantinopol”. 
În această perioadă, Teodora își poartă lucrarea de însemnătate, refuzând să i se consemneze numele în vreun manuscris sau să i se picteze portretul pe pereții bisericilor și mănăstirilor ctitorite, poporul fiind acela care a cunoscut cel mai bine chipul înalt al viețuirii ei. În Predoslovia Psaltirii de la Sofia, manuscris din 1337 realizat sub îndrumarea țarinei Teodora, se amintește de „evlavioasa soție” a țarului Ivan Alexandru. Totodată, poporul dezaproba viața desfrânată a țarului, care se îndrăgostise de o evreică, al cărei tată trecea drept cel mai bogat dintre evreii stabiliți la Târnovo.
În 1345, după ce țarul Ivan Alexandru și-a exprimat dorința de a se căsători cu fiica negustorului evreu, Teodora i-a cerut s-o lase să se călugărească la mănăstirea din Târnovo, astfel că în anul 1347 s-a retras la Mănăstirea Ivanovo, o lavră situată la 20 de km de Ruse, unde exista o viață duhovnicească, cu nevoitori isihaști ce trăiau în aproximativ 300 de chilii săpate în piatră. 
În 1349, fiul ei, Ivan Asan, este ucis de turci, urmând ca în anul 1356, moare pe câmpul de luptă și celălalt fiu, Mihail Asan. Din rațiuni politice, țarul hotărăște împărțirea Bulgariei în două. Țaratul de Vidin va fi condus de Ivan Strațimir, iar Cuvioasa Teofana și-a urmat fiul, trăind în apropiere, la 20 de kim de Vidin, în Mănăstirea rupestră Albotina. 
Aici, Cuvioasa Teofana, având sprijinul nepoatei sale Ana (fiica fratelui său Nicolae Alexandru, care ajunsese domnitor în Țara Românească), își continuă lucrarea de apărare a credinței. 
Sfânta Teofana Basarab este prima monahie de neam românesc din istorie, canonizarea acesteia având loc în februarie 2022.